# خانه اصغر و محمد علی خواسته
خانه اصغر و محمد علی خواسته مربوط به دوره قاجار -اوایل دوره پهلوی است و در شیراز، بازارچه فیل، کوچه عطاء الدوله، پلاک ۵۳ واقع شده و این اثر در تاریخ ۱۰ خرداد ۱۳۸۲ با شمارهٔ ثبت ۸۶۵۴ به‌عنوان یکی از آثار ملی ایران به ثبت رسیده است.